# Rio de Loba
Rio de Loba is een plaats (freguesia) in de Portugese gemeente Viseu en telt 8407 inwoners (2001).